# Chausse-trape
 (septembre 2020).
Si vous disposez d'ouvrages ou d'articles de référence ou si vous connaissez des sites web de qualité traitant du thème abordé ici, merci de compléter l'article en donnant les références utiles à sa vérifiabilité et en les liant à la section « Notes et références ».

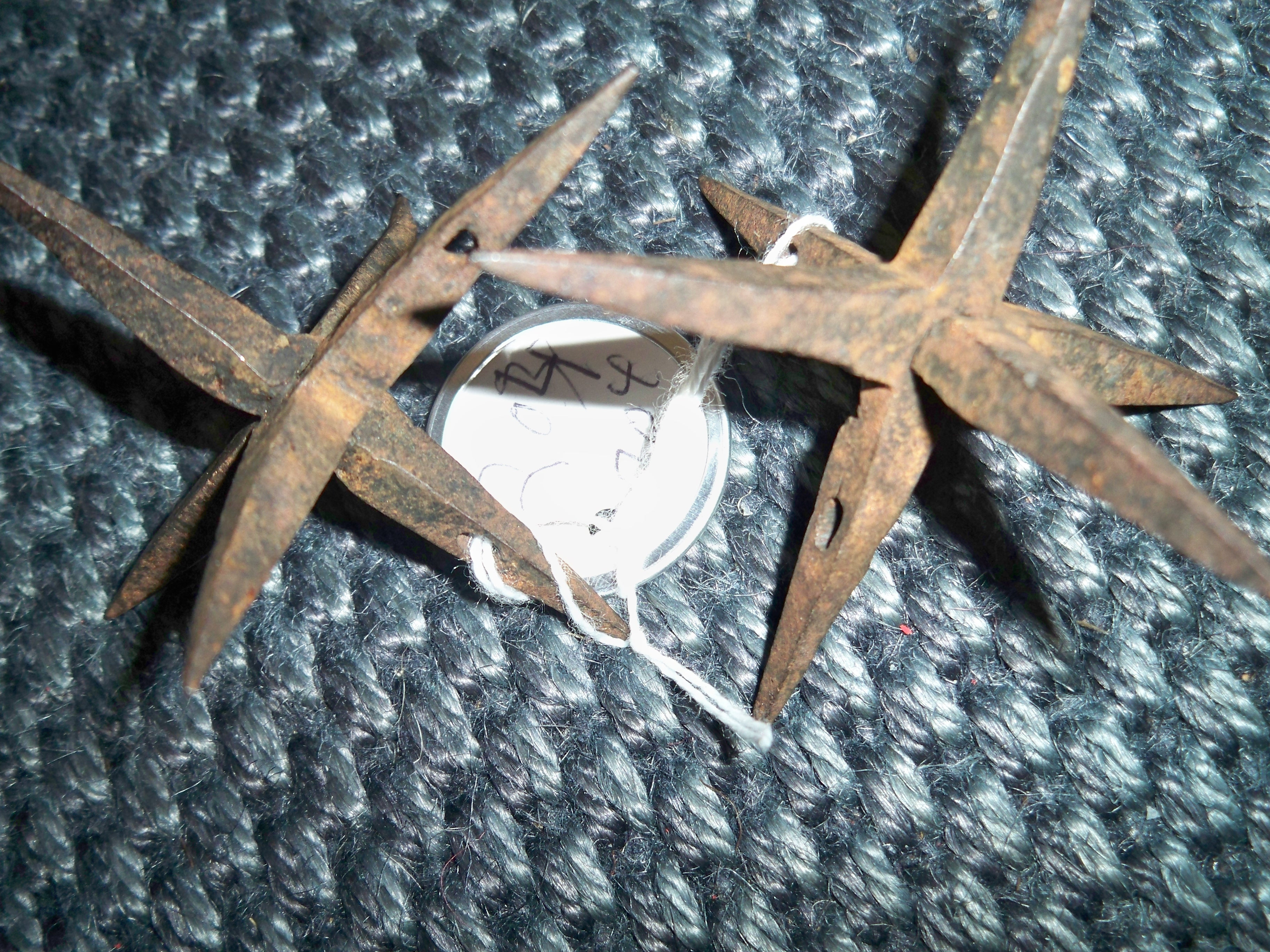
Makibishi.

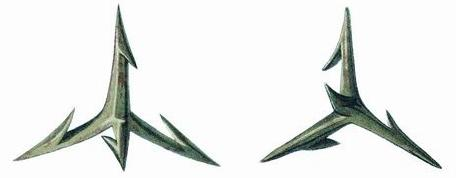
Chausse-trape (XVIe siècle).

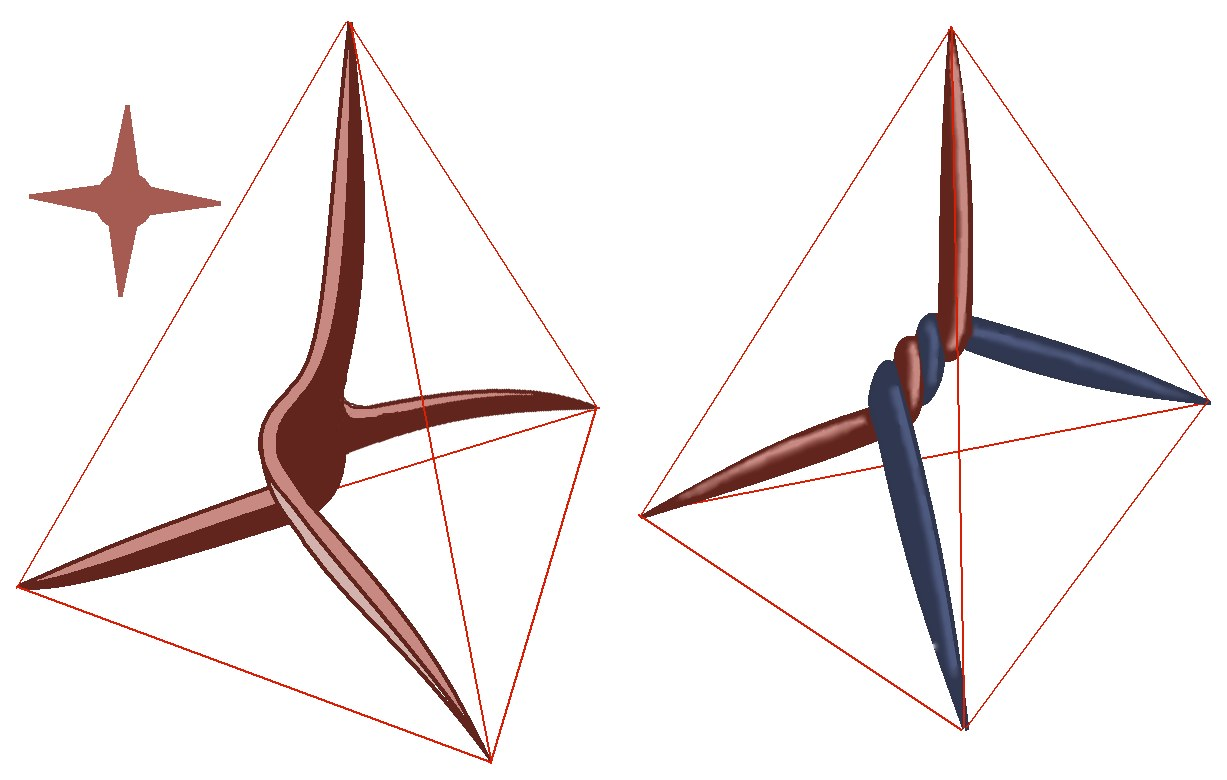
Chausse-trapes simples.

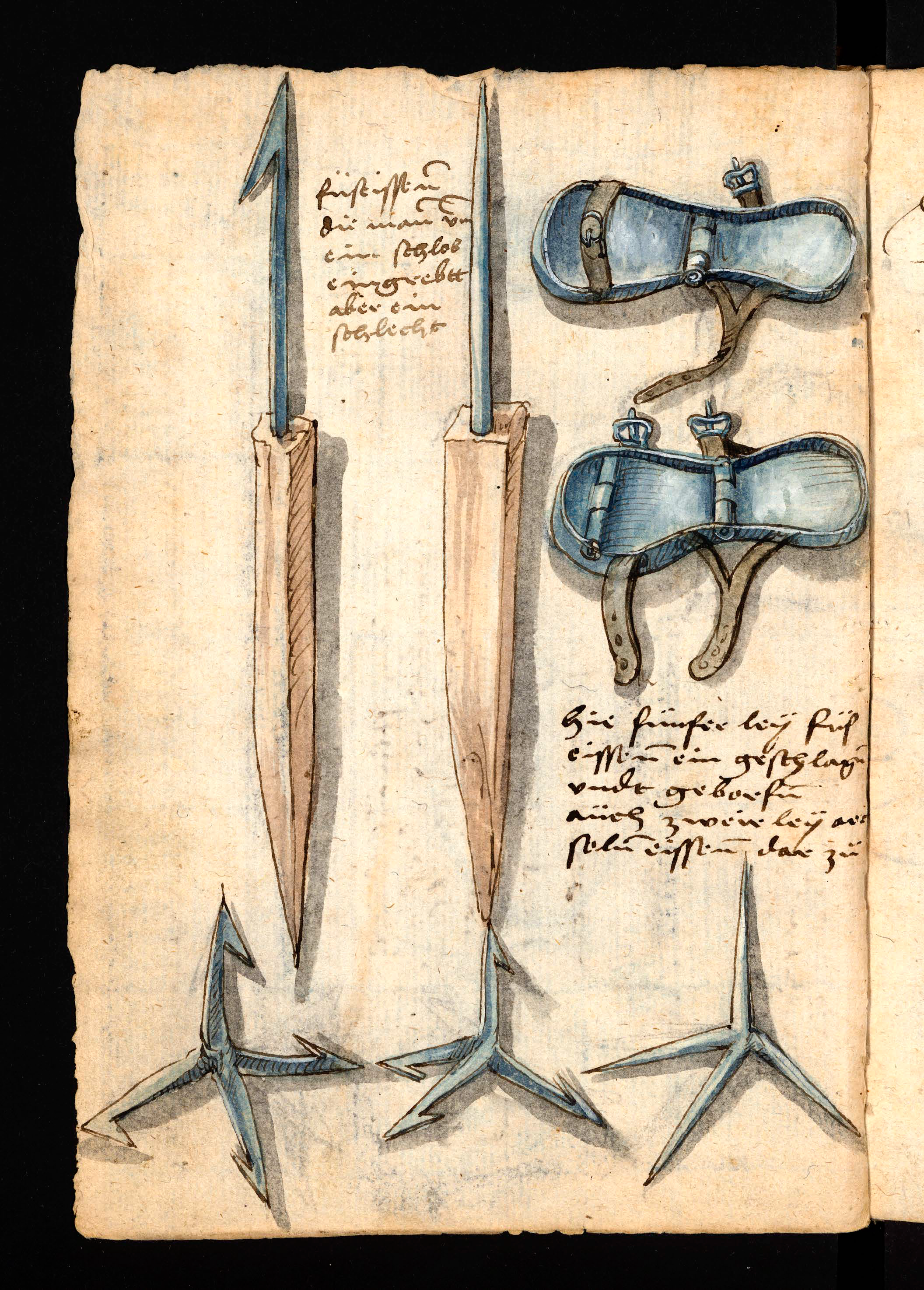
Différents types de chausse-trappes et de semelles métalliques pouvant être bouclées en dessous comme contre-mesure, d'après le Codex Löffelholz, Nuremberg 1505.

Une chausse-trape, chausse-trappe ou chaussetrappe est un piège métallique constitué de pointes disposées de telle sorte que l'une d'elles, posée sur une base stable, est orientée vers le haut (par exemple selon la forme du tétraèdre). Cet ancêtre des mines est apparu pendant l'Antiquité, appelé tribulus ou murex ferreus par les Romains. Les pointes peuvent être enduites de poison.
Utilisé à l'origine contre les pieds d'hommes (chaussés ou non) ou d'animaux, ce piège est également employé pour crever les pneus de voitures. Cette arme servait à empêcher un adversaire de poursuivre celui qui l'avait lancée.
La chausse-trape fait partie des outils d'attaque et de défense des places fortes utilisés en particulier au XVIIe siècle.
Elle est aussi une arme japonaise traditionnelle (makibishi) autrefois utilisée par les ninjas.

## Description
La chausse-trape est constituée de quatre pointes, disposées selon les quatre sommets d'un tétraèdre régulier, ce qui fait que, quelle que soit la position dans laquelle elle atterrit, elle retombe toujours sur trois pointes formant une base stable, la quatrième étant orientée vers le haut. En poursuivant un adversaire ayant lancé des chausse-trapes, on risque de s'en planter une ou plusieurs dans les pieds. Les chausse-trapes peuvent être enduites de poison ou de déjections animales ou humaines, rendant les blessures mortelles ou invalidantes.
Les chausse-trapes n'étaient jamais envoyées seules, mais toujours par poignées. Elles étaient transportées dans des sacoches de toile. Lorsqu'on en avait besoin, on prenait la sacoche par une extrémité et on déchirait l’autre, de façon à pouvoir lancer les chausse-trapes à la volée. Une autre technique consistait à remplir de chausse-trapes une petite bombe dont l'explosion les dispersait. C'était le même principe pour certains shaken (étoiles), que l'on envoyait par dizaines.

## Héraldique

Nézel (78) :
D'or, à deux barres de sinople accompagnées de trois chausse-trappes d'azur posées en bande.

En héraldique « chausse-trappe » s'écrit plus souvent avec deux « p ».
Comme la quasi-totalité des armes médiévales, les chausse-trappes sont présentes dans les blasons, bien que rarement en meuble principal. On les rencontre en « semé » (de Gueutteville : D'argent, semé de chausse-trappes de sable).
Son dessin est sans équivoque , bien que parfois confondu avec le fer de lance.

### Articles connexes

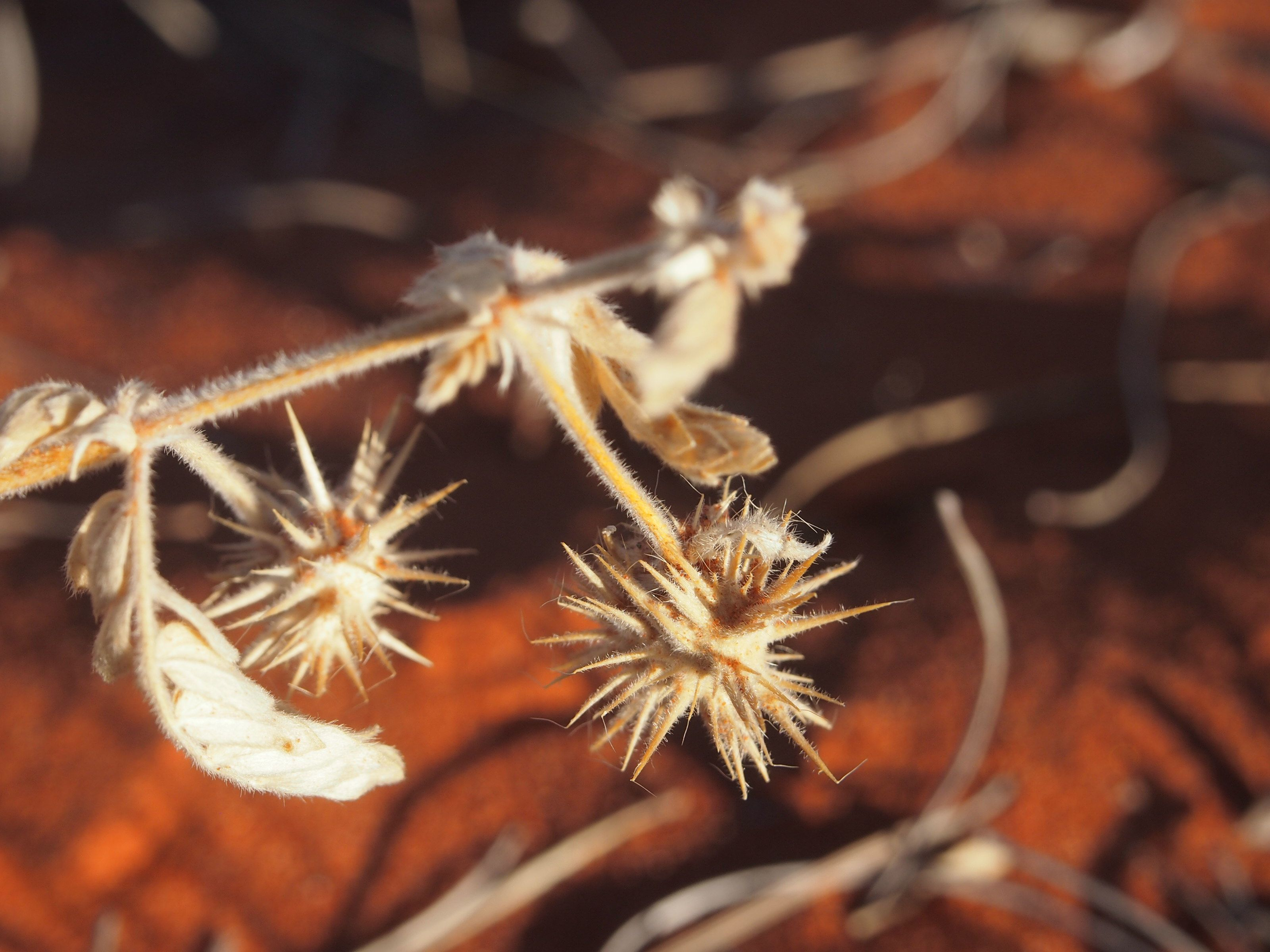
Fruits (graine) du Tribulus hystrix en forme de chausse-trape.